# Sport Clube Salgueiros
O Sport Clube Salgueiros, mais conhecido apenas por Salgueiros, foi um clube de futebol português da cidade do Porto, na Área Metropolitana homónima. Foi fundado em 2008, para suceder ao extinto Sport Comércio e Salgueiros, regressando ao seu nome original em 2016.

## História
Depois de o S.C. Salgueiros ter ficado impedido de competir devido a problemas financeiros, o Sport Clube Salgueiros 08 foi criado em 2008. O emblema teve de ser diferente, mas manteve a referência ao Salgueiros, assim como o vermelho como cor dominante. O clube refundado estreou-se na 2ª Divisão da A.F. Porto.
O Salgueiros 08 teve uma trajetória, sobretudo, nas divisões distritais do porto, mas na época 2011/12 alcançou a promoção à III Divisão Nacional. Um ano mais tarde, o clube foi promovido ao Campeonato Nacional de Seniores – o terceiro nível do futebol português na altura. Permaneceu aí na época seguinte, lutando pela promoção em 2013/14 antes de se tornar em Sport Clube Salgueiros na época de 2015/16, com um emblema parecido ao do S.C. Salgueiros original.
Essa foi a última temporada do clube fénix. Em 2016/17, recuperou o nome, bandeira, história e emblema do Sport Comércio e Salgueiros. Para o fazer, a aquisição dos elementos identitários foi negociada com o administrador de insolvência.
Sem o seu próprio estádio depois da demolição do Estádio Vidal Pinheiro, o Salgueiros 08/S.C. Salgueiros jogaram mais frequentemente no Estádio do Padroense FC, em Padrão da Légua.

## Temporadas
| Época   | Nível | Divisão                | Série                   | Posição | Movimentos |
| ------- | ----- | ---------------------- | ----------------------- | ------- | ---------- |
| 2008–09 | 7     | Distrital              | A.F. Porto – 2ª Divisão | 1º      | Promovido  |
| 2009–10 | 6     | Distrital              | A.F. Porto – 1ª Divisão | 2º      | Promovido  |
| 2010–11 | 5     | Distrital              | A.F. Porto – Div. Honra | 7º      |            |
| 2011–12 | 5     | Distrital              | A.F. Porto – 2ª Divisão | 2º      | Promovido  |
| 2012–13 | 4     | III Divisão            | Série C – 1ª Fase       | 2º      |            |
| 2012–13 | 4     | III Divisão            | Série C – Promoção      | 2º      | Promovido  |
| 2013–14 | 3     | Campeonato Nacional    | Série C – 1ª Fase       | 5º      |            |
| 2013–14 | 3     | Campeonato Nacional    | Série C – Manutenção    | 1º      |            |
| 2014–15 | 3     | Campeonato Nacional    | Série C – 1st Phase     | 1º      |            |
| 2014–15 | 3     | Campeonato Nacional    | Zona Norte – Promoção   | 6º      |            |
| 2015–16 | 3     | Campeonato de Portugal | Série C – 1ª Fase       | 3º      |            |
| 2015–16 | 3     | Campeonato de Portugal | Série C – Manutenção    | 1º      |            |

* Como Salgueiros 08 até à época 2014–15.

## Emblema

2008–2015 como Sport Clube Salgueiros 08
2015–2016 como Sport Clube Salgueiros

## Palmarés

### Competições regionais
- Porto FA Second Division[11]

- Vencedores: 2008–09